# 1559 Kustaanheimo
Kustaanheimo (asteróide 1559) é um asteróide da cintura principal, a 2,0700465 UA. Possui uma excentricidade de 0,1339335, período orbital de 1 349,71 dias (3,7 anos), uma velocidade orbital média de 19,26541319 km/s e uma inclinação de 3,20123º.
Esse asteróide foi descoberto em 20 de Janeiro de 1942 por Liisi Oterma.